# Avioth
Avioth är en kommun i departementet Meuse i regionen Grand Est (tidigare regionen Lorraine) i nordöstra Frankrike. Kommunen ligger i kantonen Montmédy som tillhör arrondissementet Verdun. År 2022 hade Avioth 120 invånare.

## Befolkningsutveckling
Antalet invånare i kommunen Avioth
| Referens: INSEE |